# Národní park Piatra Craiului
Národní park Piatra Craiului (rumunsky  Parcul Național Piatra Craiului) je národní park v Rumunsku, který se rozkládá ve stejnojmenném pohoří. Hlavní dominantou parku je vápencový hřeben, který se tyčí do výšky přes 2000 m (nejvyšší vrchol La Om má 2239 m). Díky specifické geologii a vysokému převýšení vůči okolí je zde bohatá biodiverzita, která je spolu s ochranou krajiny hlavním důvodem k vytvoření tohoto parku.

## Poloha
Národní park leží v rumunském Valašsku a je rozdělen mezi župy Argeș (6967 ha) a Brašov (7806 ha) v rámci jižních rumunských Karpat. Severozápadně resp. západně od pohoří Piatra Craiului, a tedy i národního parku, jsou pohoří Fagaraš a Iezer Păpușa. Na východ od Piatra Craiului jsou pohoří Bucegi a Leaotă.
Hlavním přístupovým bodem do parku je městečko Zărnești kde sídlí i administrativní centrum parku. Do Zărnești se lze dostat např. vlakem z ca 20 km vzdáleného Brašova.

## Historie
První přírodní rezervace zde byla vyhlášena již v roce 1938, přičemž rozloha byla pouhých 440 ha. Během následujících desetiletí byla chráněná oblast postupně rozšiřována a v roce 1990 byla rumunským ministerstvem zemědělství Piatra Craiului prohlášena národním parkem, což bylo v roce 2000 ještě potvrzeno schválením příslušného zákona. V roce 2003 byla ještě rozhodnutím vlády (týkající se vymezení biosférických rezervací, národních parků a přírodních parků a stanovení jejich správy) potvrzena hranice a plocha parku.

## Biodiverzita
Díky místním klimatickým a geologickým podmínkám se v národním parku se vyskytuje rozmanité množství květin a živočichů z nichž mnohé jsou endemické. Např. přes 40% savců ze 100 známých, které se vyskytují v Rumunsku se vyskytuje na území tohoto parku.

### Fauna
Z velkých savců se zde vyskytují např. medvěd hnědý (Ursus arctos), vlk obecný (Canis lupus), rys ostrovid (Lynx lynx) nebo kamzík horský (Rupicapra rupicapra). Ze savců zde mimo jiné bylo identifikováno 21 druhů netopýrů.
Z ptačí říše zde bylo pozorováno 111 druhů, což lokalitu činí atraktivní pro jejich pozorování.
Zvlášť bohaté je zastoupení bezobratlých, kteří čítají na 35 endemitů a 91 zcela nových druhů. Vyskytuje se zde také obrovské množství motýlů čítající ca 216 druhů z nichž opět mnohé jsou vzácné nebo endemické.
Seznam ryb, obojživelníků a plazů je oproti jiný druhům trochu chudší – v současnosti čítá 19 druhů.

### Flora
V parku bylo identifikováno 1170 rostlin což zahrnuje cca 30% druhů, které se vyskytují v Rumunsku. Vyskytuje se zde 48 druhů horských orchidejí z 53, které jsou v Rumunsku známy. Mezi endemickými druhy je často zmiňovaný Hvozdík Dianthus callizonus

## Galerie

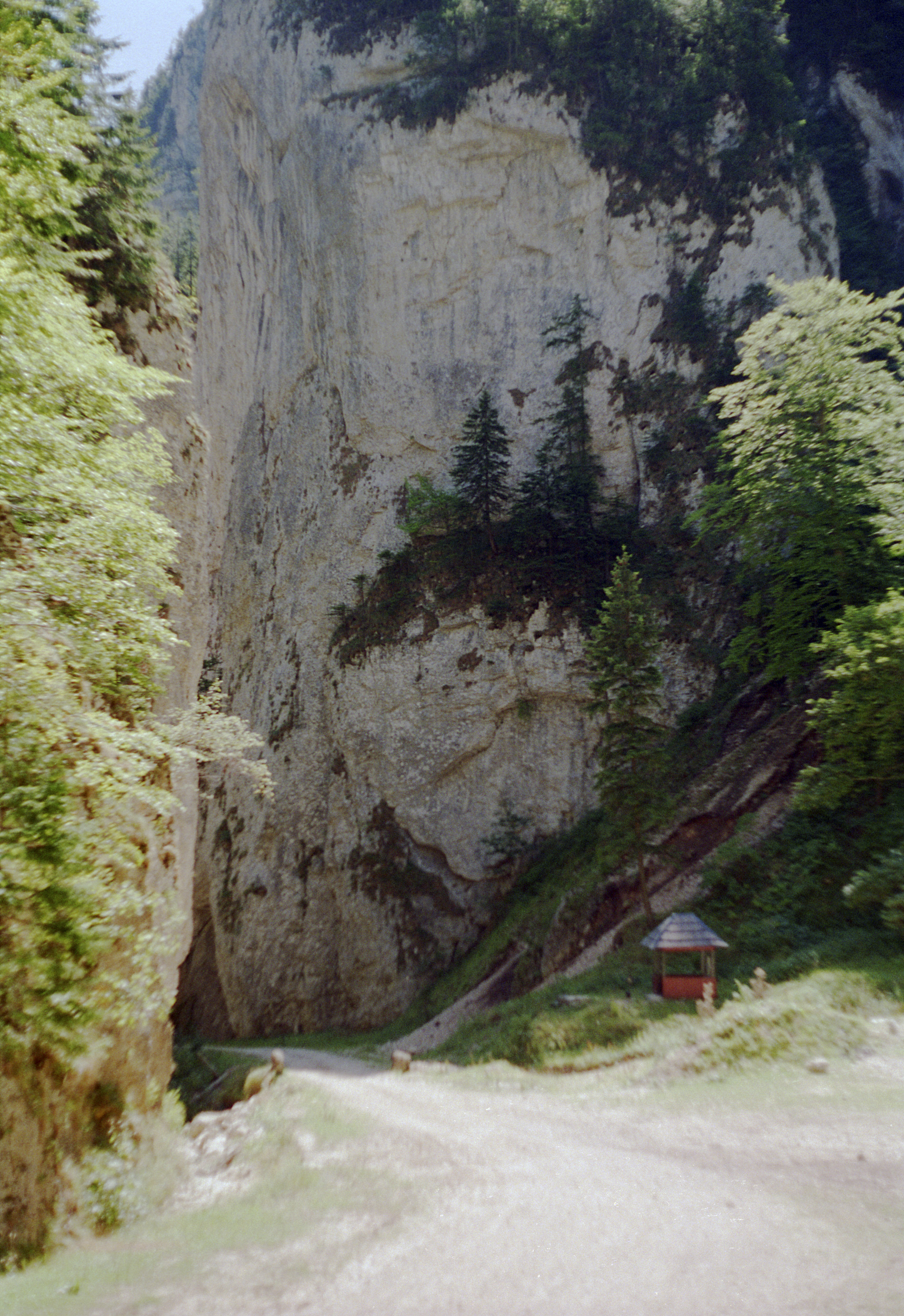
Zărneștská soutěska
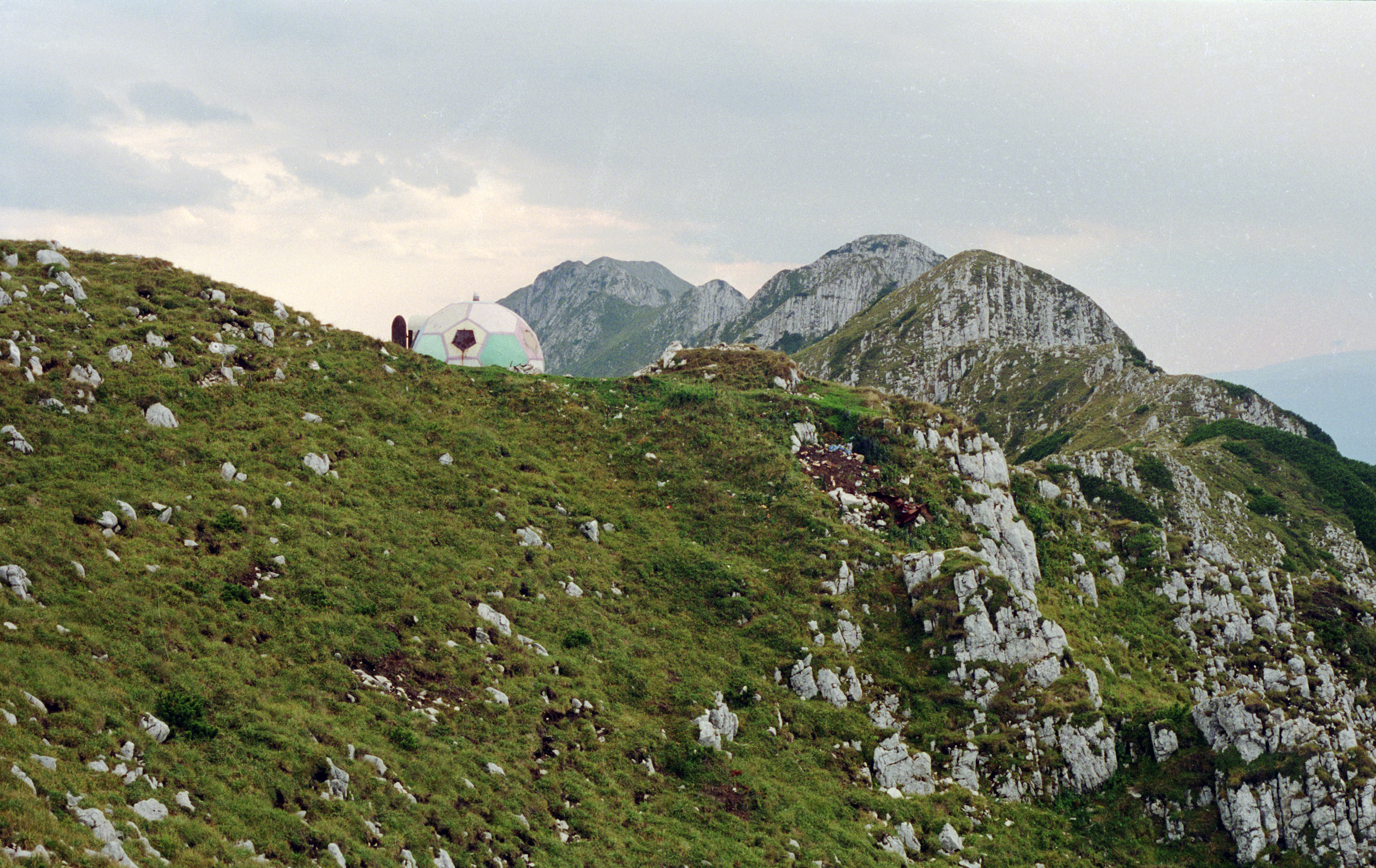
Útulna na vrcholu Ascutit (rok 2000)
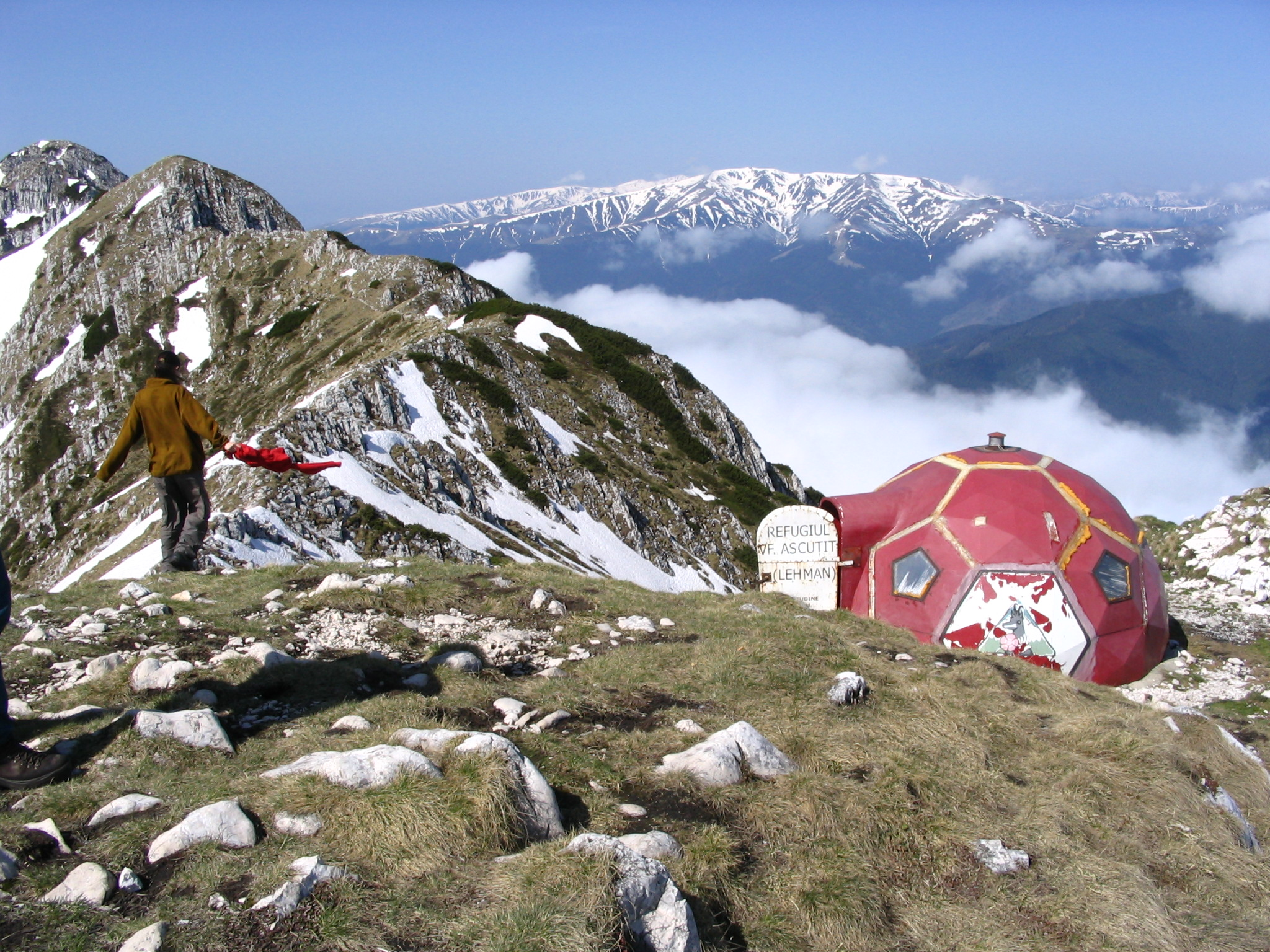
Útulna na vrcholu Ascutit
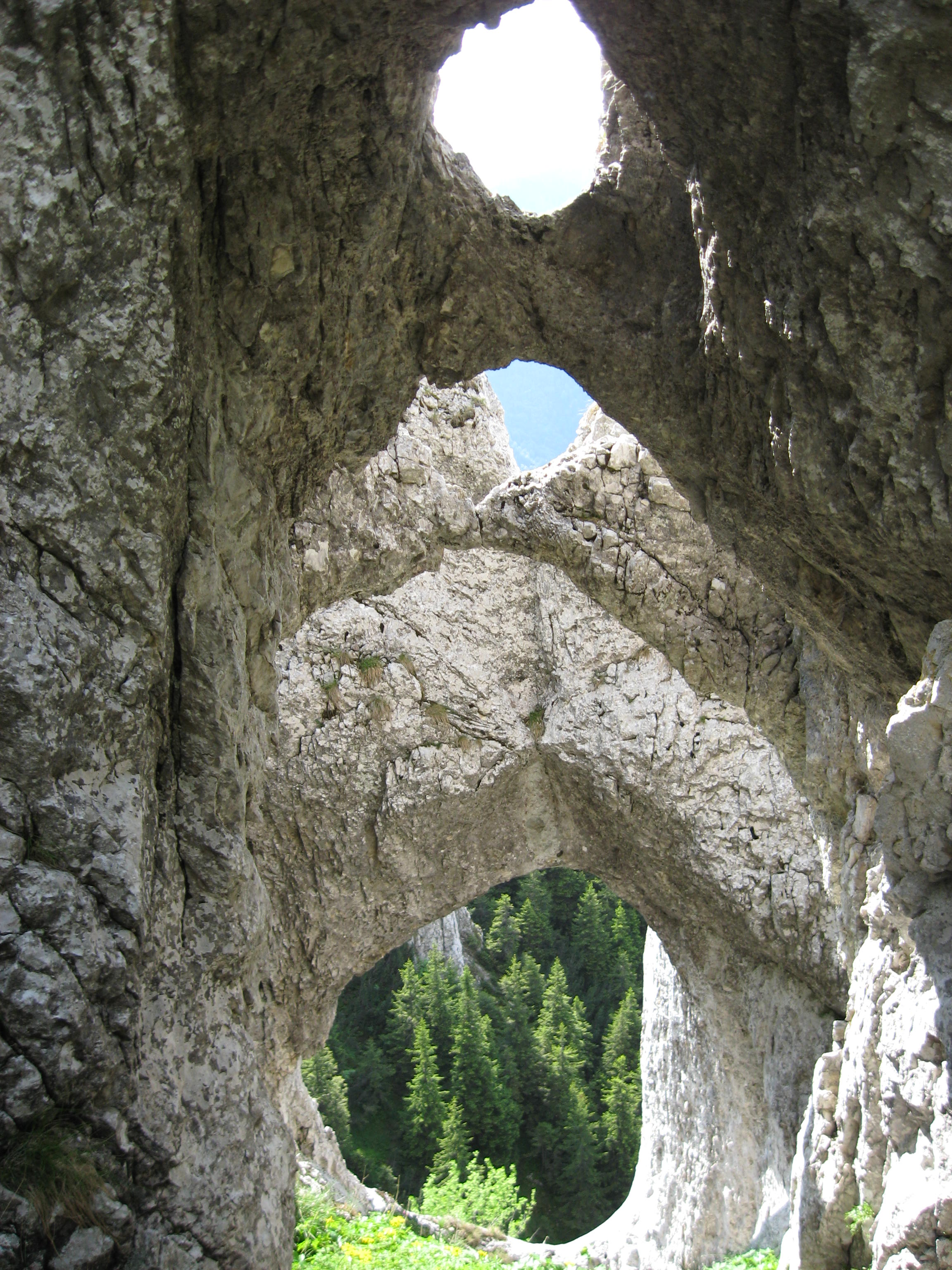
Vápencová okna na Piatra Craiului
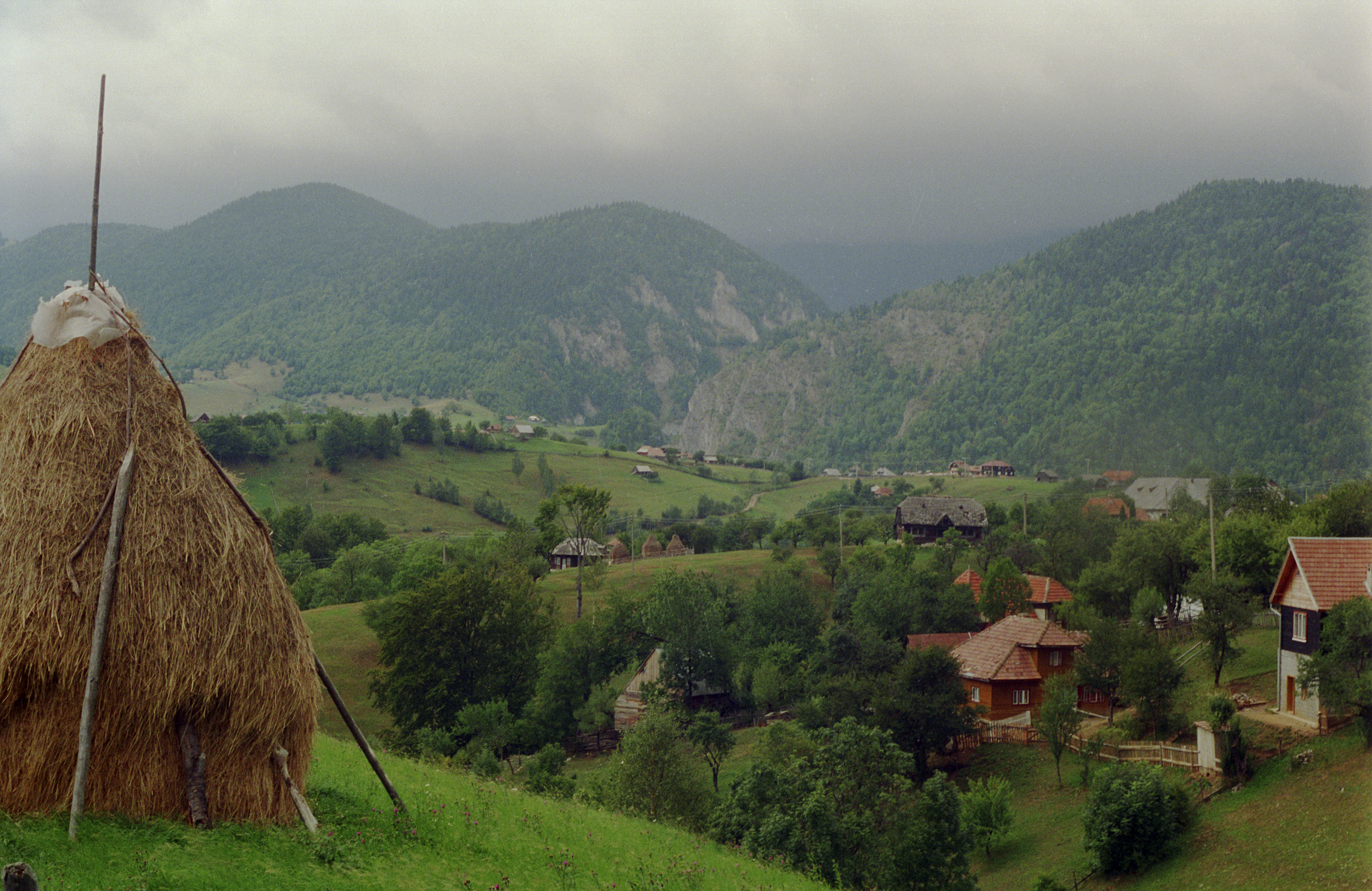
Podhůří - vesnice Peștera
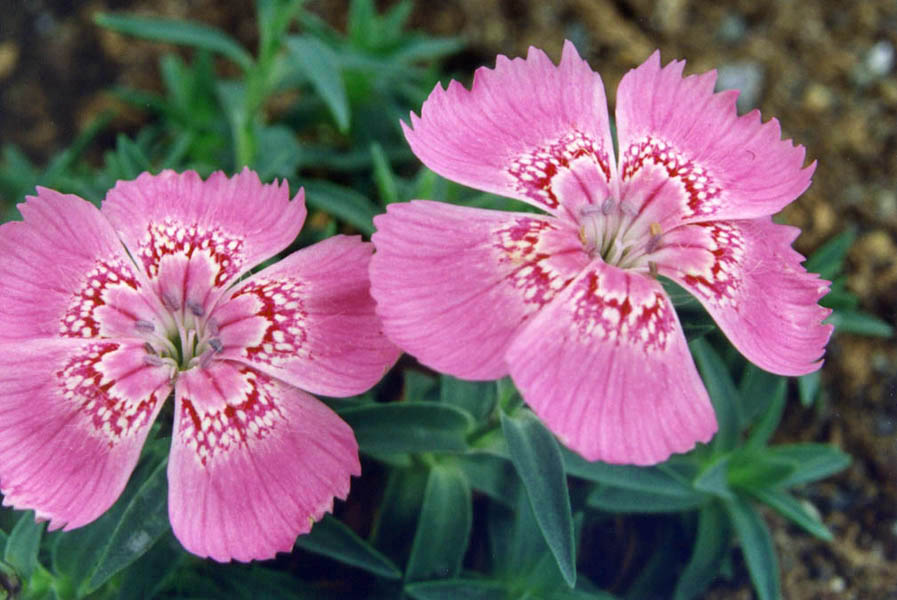
Endemický hvozdík Dianthus callizonus